# لي لونش
لي لونش (بالإنجليزية: Lee Lynch)‏ (27 نوفمبر 1991 في جمهورية أيرلندا - ) هو لاعب كرة قدم أيرلندي في مركز الوسط. شارك مع منتخب جمهورية أيرلندا تحت 17 سنة لكرة القدم. أما مع النوادي، فقد لعب مع باتريك أتلتيك ودرودا يونايتد ونادي سليغو روفرز ونادي يميريك وهاميلتون أكاديميكال ووست بروميتش ألبيون وJerez Industrial CF ‏.

## وصلات خارجية
- لي لونش على موقع قاعدة بيانات كرة القدم.إي يو (الإنجليزية)
- لي لونش على موقع Soccerway.com (الإنجليزية)